# Selrode
Selrode ist eine Wüstung bei Greifenhagen im Landkreis Mansfeld-Südharz in Sachsen-Anhalt, Deutschland. Die alte Dorfstätte liegt an der Klausstraße, unterhalb des Hegeholzes in der sog. Taubenaue unweit der Quellen des Stockbaches.

## Geschichte
Selrode war eine Rodungssiedlung des 10. oder 11. Jahrhunderts. Es wurde u. a. am 13. Juli 1387 urkundlich erwähnt, als die Grafen von Regenstein die Herrschaft Arnstein mit u. a. Selrode an die Grafen von Mansfeld verkauften. Weiterhin wurde es am 9. Dezember 1518 erwähnt, als Herzog Georg von Sachsen die Grafen von Mansfeld mit einer als wüst beschriebenen Siedlung Selrode belehnte. Weitere Erwähnungen erfolgten 1570 von Cyriacus Spangenberg als Silrode, Seilrode und Sölrode. Nach dem Wüstfallen um das Jahr 1400 ging die alte Dorflur in denen von Greifenhagen und vermutlich auch in Gräfenstuhl auf.